# Paavo Pohjola

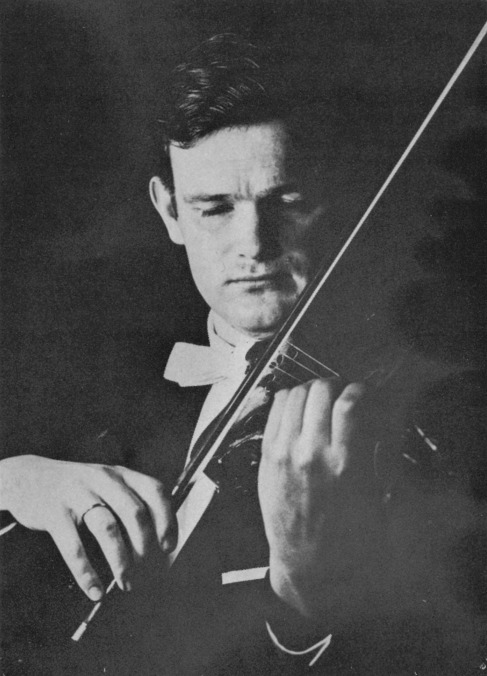
Paavo Pohjola på 1960-talet.

Paavo Pohjola, född 22 februari 1934 i Seinäjoki, är en finländsk violinist och kapellmästare.
Pohjola studerade vid Sibelius-Akademin 1944–1954, i Wien 1954–1957 och i Salzburg. Mellan 1965 och 1973 var han konsertmästare i Kungliga Filharmonikerna. Han var medlem av Kyndelkvartetten 1967–1969. Paavo Pohjola är bror till dirigenten och cellisten Ensti Pohjola (1928–2009), dirigenten Erkki Pohjola (1931–2009) och pianisten Liisa Pohjola (född 1936). Han är morbror till dirigenten och violinisten Sakari Oramo. 